# Risin og Kellingin
Risin og Kellingin (færøsk for Jætten og Kællingen) er to store stensøjler på henholdsvis 81 og 68 meters højde ud for den færøske ø Eysturoy.
Den bedste udsigt fra de fleste fotografers typiske perspektiv er fra Tjørnuvík på Streymoy. Sandstranden dér danner en passende forgrund til Eysturoys forrevne kystlinje mod øst. En anden mulighed er at kigge ned på den anden side af de to basaltsøjler på vej Ved "Kikkerten" fra Eiði til Gjógv. Hvis man kommer fra Island med færgen Norröna, vil man blive "hilst velkommen" af de to stennåle, når sigtbarheden er god.
Færøske geologer vurderer, at Kellingin, der står på to ben, vil falde i havet under en vinterstorm engang i de næste par årtier. Allerede i begyndelsen af det 20. århundrede brækkede Kellingins "fede mave" af.

## Sagnet om Risin og Kellingin
Nordvest for Eiði, på øen Eysturoy, står to mægtige stensøjler ikke langt fra fjeldet. De kaldes for Risin og Kellingin. Han (Risin) står længere ude foran brændingen, og hans kone står med spredte ben tættere på land. Når der er vindstille, kan man sejle imellem klipperne. Følgende historie fortælles om disse to forstenede skikkelser:
Island havde til hensigt at trække Færøerne, som ligger ensomt ude i Nordatlanten, tættere hen til sig. Derfor blev Risin og Kellingin bedt om at udføre denne opgave. De nåede det yderste nordvestlige bjerg Eiðiskollur som aftalt. Kæmpen blev stående i havet, mens hans kone klatrede op på bjerget for at binde Færøerne sammen for siden at skubbe dem op på ryggen af kæmpen. Første gang tog hun så voldsomt fat, at den nordlige del af bjerget Eiðiskollur revnede. Derpå forsøgte hun at fastgøre rebet et andet sted på bjerget, men det var også forbundet med vanskeligheder. Bjergets sokkel var fast, og øerne ikke nemme at flytte.
Det berettes videre, at hun (Kellingin) stadig var oppe på bjerget, da morgenen begyndte at gry. Hun var bange for dagslyset og skyndte sig derfor ned til kæmpen, som stadig stod i havet og ventede på hende. Desværre havde de brugt for megen tid på forberedelserne, for i samme øjeblik, som de begav sig hjemad, kæmpen forrest og hans kone bagved, steg solen op af havet i al sin glans og forstenede dem begge.
Her står de stadig i dag med længsel i retning af deres hjemland uden nogensinde at få det at se igen.
| - Risin og Kellingin tættere på - Risin og Kellingin på et færøsk frimærke fra 1996 - Kellingin - Han (dvs. Risin) står længere ude foran brændingen, og hans kone Kellingin står med spredte ben tættere på land. |